# Simon Richard Nielsen
Simon Richard Nielsen (født 7. juni 1976) er en dansk økonom og journalist, der siden september 2023 har været ansvarshavende chefredaktør for B.T. og Euroinvestor.
Simon Richard Nielsen er uddannet cand.polit. fra Københavns Universitet i 2006. Han har tidligere arbejdet som reporter, korrespondent og finansredaktør ved Børsen, været vært på TV 2 News og som indsigtsredaktør ved Finanswatch. Fra 2020 til 2023 var han chefredaktør for Euroinvestor, men forlod stillingen for at blive direktør med ansvar for blandt andet kommunikation i Maj Invest. Fem måneder senere vendte tilbage til Euroinvestor i en kombineret chefredaktørstilling, hvor han også har øverste redaktionelle ansvar for B.T.
Som nytiltrådt markerede han, at B.T. fremover skal kendes som et borgerligt tabloidmedie.